# Стенска река
Стенската река (на гръцки: Στενοπόταμος, Стенопотамос или Στενόρεμα, Стенорема, на албански: Lum i Stenekës) е река в Егейска Македония, Гърция, ляв приток на река Бистрица (Алакмонас).

## Описание
Реката се образува под името Голема река (Мегало Рема) от няколко потока, извиращи в планината Гълъмбица, южно от връх Николери (1349 m). Тече в югоизточна посока и минава през котловината на село Стенско (Стена), чието име носи. След селото завива на изток и на североизток и образува живописен пролом, в който е Радигожкият водопад. След пролома минава южно от село Радигоже (Агия Ана), приема големия си ляв приток Слабища (Агоно или Лянорема) и се влива в Бистрица (в района наричана Белица) като ляв приток.

## Притоци
→ ляв приток, ← десен приток
- → Слабища
  - → Сарандиница